# Avaré
Avaré, amtlich portugiesisch Estância Turística de Avaré, ist eine Stadt im Bundesstaat São Paulo, Brasilien. Sie befindet sich in einer Entfernung von 263 Kilometern von der Stadt São Paulo und hatte im Jahre 2022 rund 92.000 Einwohner, die Avareenser genannt werden. Sie gehört zu den Zentren des Anbaus von Orangen. Neben der Landwirtschaft ist der Tourismus ein bedeutender Wirtschaftsfaktor.

## Bevölkerung
Die Volkszählung des Jahres 2010 ergab eine Bevölkerung von 82.934 Menschen und damit eine Bevölkerungsdichte von 68,37 Personen pro Quadratkilometer. Zum 1. Juli 2021 wurde die Bevölkerungszahl auf 91.792 Personen geschätzt.

## Wirtschaft
Im Jahre 2015 erwirtschaftete Avaré ein Bruttoinlandsprodukt zu aktuellen Preisen von 2,2 Milliarden Real. Dies entspricht 25.023 Real pro Person. Das Einkommen ist relativ ungleich verteilt; im Jahre 2003 lebten 22,3 % der Einwohner unter der Armutsgrenze.

### Landwirtschaft
Das wichtigste landwirtschaftliche Produkt der Gemeinde Avaré sind Orangen. Im Jahre 2016 wurden auf 6700 Hektar 205.020 Tonnen Orangen im Wert von 116,9 Millionen Real geerntet. Weitere wichtige Anbauprodukte sind Zuckerrohr (700.000 Tonnen im Wert 44,8 Millionen Real auf 10 000 Hektar), Bananen (8 300 Tonnen im Wert von 20,7 Millionen Real auf 276 Hektar), Mais (30 090 Tonnen im Wert von 20 Millionen Real auf 5 950 Hektar), Bohnen (3 300 Tonnen im Wert von 16 Millionen Real auf 1300 Hektar) und Soja (10 440 Tonnen im Wert von 12,5 Millionen Real auf 4 350 Hektar). Im geringeren Umfang wird Obst wie Kaki, Guaven, Pfirsiche, Mandarinen, Zitronen, Avocado und Kaffee angebaut.
Im Jahre 2016 verfügte Avaré über einen Bestand von 50.391 Rindern, davon 3 493 Milchkühen. Sie lieferten 6,8 Millionen Liter Milch im Wert von 9,1 Millionen Real. Avaré hatte auch einen Bestand von 1,45 Millionen Hühnern; 868 000 Legehennen produzierten 226 Millionen Eier im Wert von 48,6 Millionen Real.

### Tourismus
Avaré gehört zu den 29 Gemeinden des Bundesstaates São Paulo, die die Kriterien erfüllen, um sich als Kurort (estância turística) bezeichnen zu dürfen. Im Zentrum des Tourismusangebotes liegt der 400 Quadratkilometer große Stausee Represa de Jurumim, der vom Wasser des Paranapanema gespeist wird. Dort befindet sich der Großteil der Hotels sowie der Wassersport- und Erholungseinrichtungen.
In Avaré findet jährlich die EMAPA (Exposição Municipal Agropecuária de Avaré, Land- und Viehwirtschaftsmesse der Stadt Avaré) statt, auf der sich Züchter und Vertreter der Viehwirtschaft aus ganz Brasilien einfinden. Diese Messe hat der Stadt den Beinamen Nationale Hauptstadt des Pferdes gegeben. Die ebenfalls jährlich stattfindende Feira Avareense de Música Popular Brasileira hat zum Ziel, Nachwuchsmusiker, -kompositoren und -interpreten der Música Popular Brasileira zu finden.

## Verkehr
Die bedeutendste Verkehrsader der Region ist die Rodovia Castelo Branco (BR-374 oder SP-280), die in west-östlicher Richtung 10 Kilometer nördlich des Stadtgebietes von Avaré verläuft. An diese ist Avaré durch die Rodovia João Mellão (SP-255) angebunden, diese Straße führt auch in die Nachbarorte Itaí und Pratânia. Die Rodovia Salim Antonio Curiati (SP-245) durchschneidet das Territorium Avarés von Westen nach Osten und verbindet Avaré mit Itatinga und Cerqueira César. Der lokale Flughafen Avaré/Arandu hat nur sehr wenige Flugbewegungen.
Im Jahre 2016 waren in Avaré 59.222 Fahrzeuge registriert, davon waren 34.000 PKW, 6600 Kleinlaster, 1400 LKW und 14.200 Motorräder.

## Söhne und Töchter der Gemeinde
- Nelson Tabajara de Oliveira (1904–1979), Journalist und Botschafter
- Diva Diniz Corrêa (1918–1993), Meeresbiologin
- Toninho Cecílio (* 1967), Fußballspieler